# Selidosema modestaria
Selidosema modestaria är en fjärilsart som beskrevs av Rudolf Püngeler 1914. Selidosema modestaria ingår i släktet Selidosema och familjen mätare. Inga underarter finns listade i Catalogue of Life.